# Кужіль

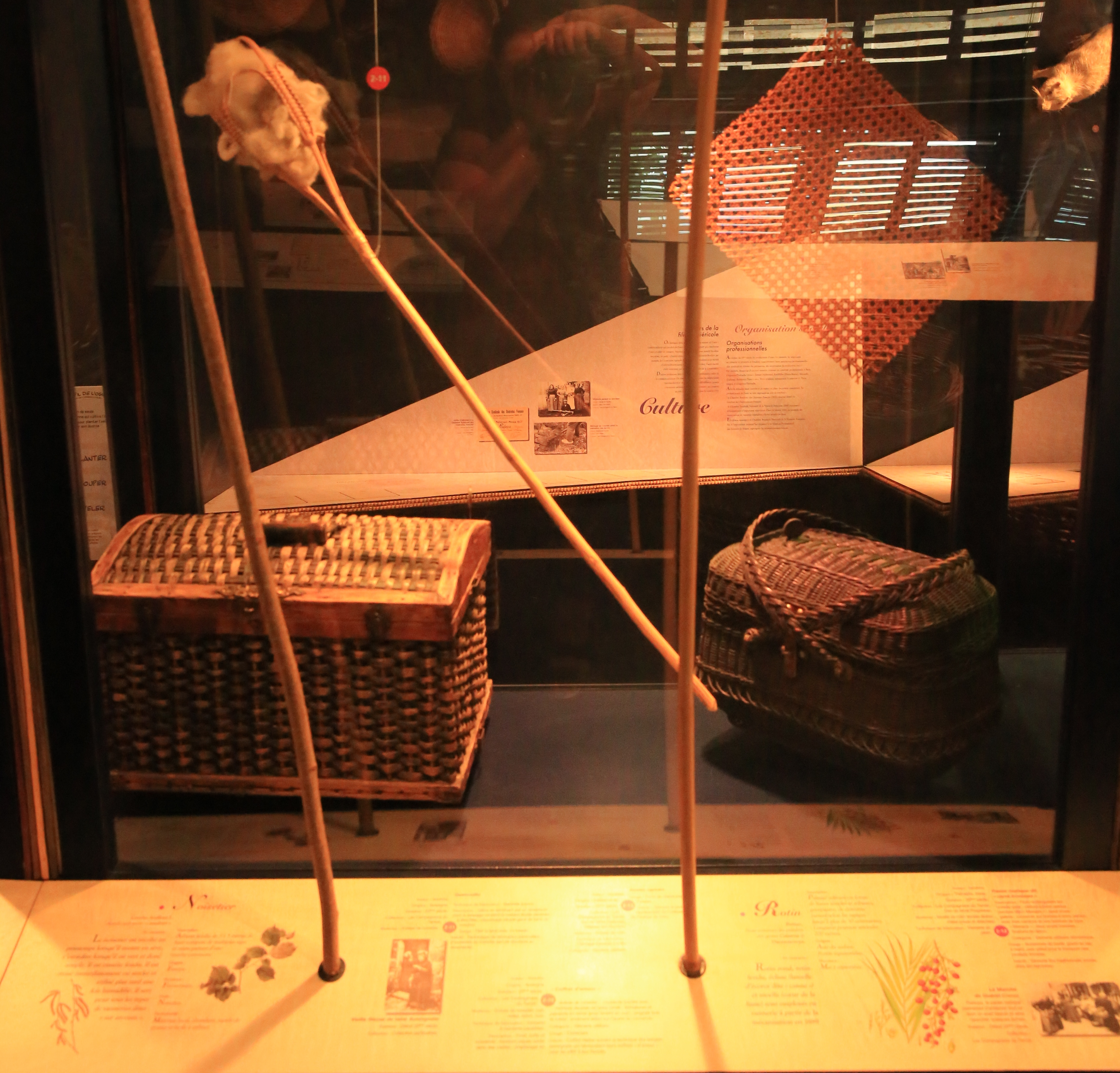
Кужіль на кужівці. Музей у Віллен-ле-Роше

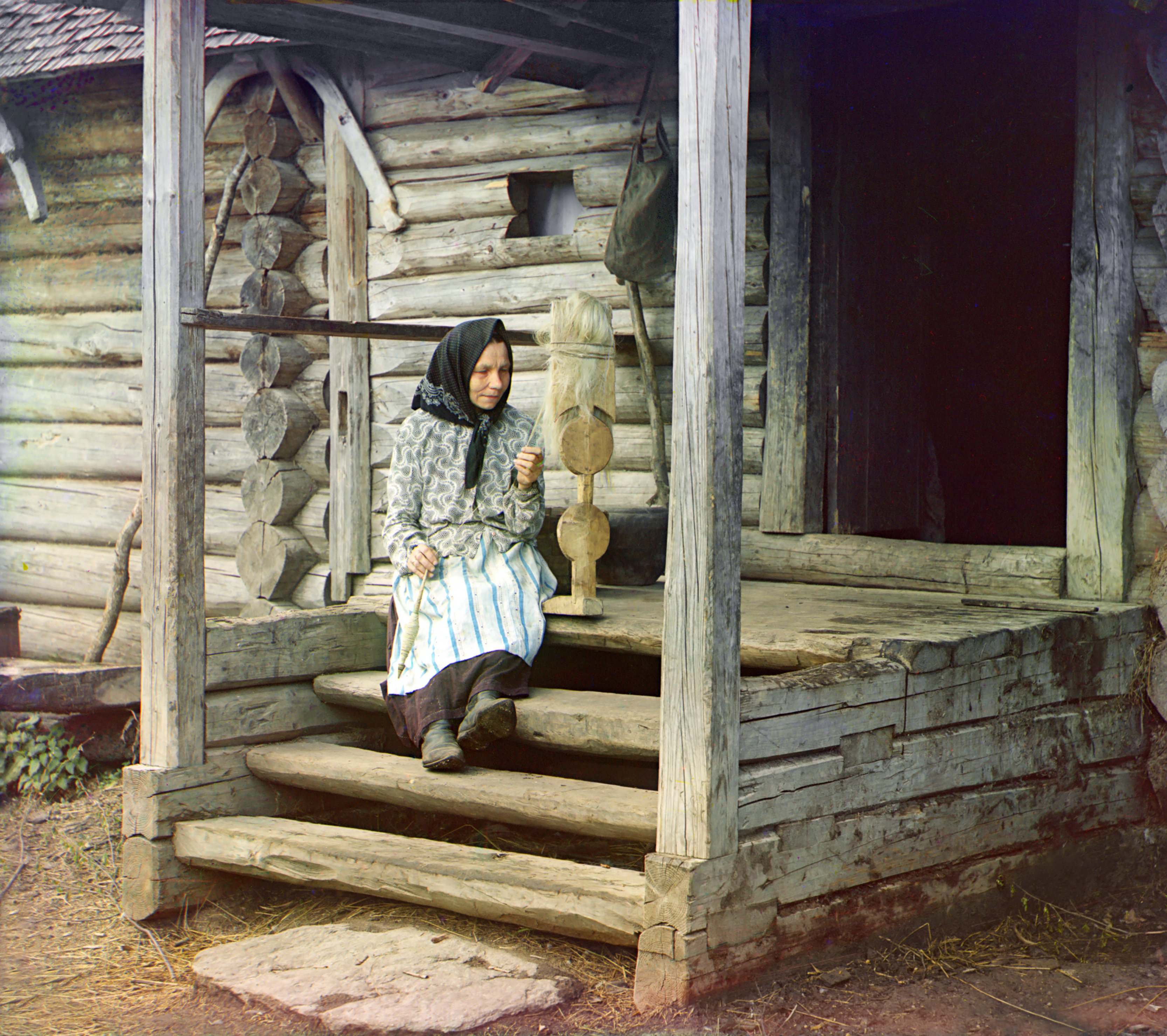
Жінка пряде кужіль. Село Ізведово, Тверська губернія. Фото С. М. Прокудіна-Горського, 1910

Кужі́ль і ку́жіль, куде́ля, куде́лиця (від прасл. *kǫdělь), іноді ми́чка, пові́смо, розм. куже́лиця — сировина для прядіння. Може являти собою очищене від костриці і вичесане волокно льону чи конопель або розчісану вовну.
Слово «кужіль» може бути як жіночого (кужі́ль, род. відм. куже́лі), так і чоловічого роду (ку́жіль, род. відм. ку́желя).

## Отримання
Лляний і конопляний кужіль отримують переробленням трести на волокно на тіпальних машинах з подальшим чесанням — очищенням волокон від відходів (суміші переплутаних волокон і костриці).
Для отримання вовняної кужелі зістрижену овечу вовну промивають і розчісують, щоб відділити довгі волокна від коротких висічок. Після короткі волокна чешуть і розпушують.
Залежно від якості початкової сировини кужіль підрозділяють на перший, другий і третій ґатунки.

## У традиційному господарстві

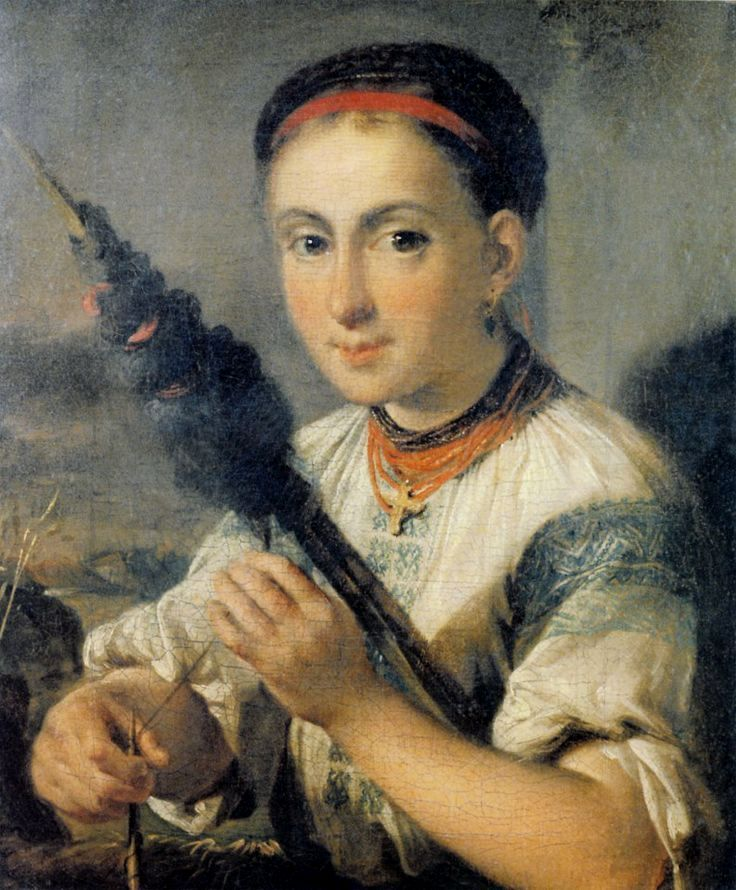
Кужівка з кужіллю на картині В. А. Тропініна «Дівчина з веретеном»

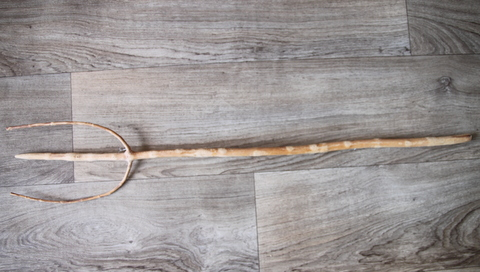
Кужівка-вилка

До поширення тіпальних, чесальних і прядильних машин кужіль готували вручну — волокно льону і конопель м'яли і тіпали примітивними знаряддями — терлицею або ручною м'ялкою у вигляді тригранної призми, потім чесали («микали») металевими гребінками і щітками. Шерсть для вовняної кужелі ретельно промивали (іноді парили у теплій воді з лугом), висушену вовну скубли руками або розчісували («чухрали») за допомогою дерев'яного гребеня чи металевих щіток, відділяючи довгі волокна (волос) від коротких висічок («штиму»). Після цього штим чесали на залізних щітках («граблях», «щітях») і розпушували.
Традиційно стрижку старих овець проводили в день Літнього Миколи (22 травня), річних овець стригли після Трійці, а ягнят — у Петрівку.
Готовий кужіль намотували на спеціальний кілок — кужівку («кужілку», «кужіль», «гребінь»), часто у вигляді вилки або дошки із зубцями. Кужівка могла бути верхньою частиною ручної прядки (з'єдуватися з дошкою-«присідкою» або вставлятися в отвір на лаві), а могла використовуватися і самостійно — як тримач кужелі на самопрядці.

## У традиційній культурі
Кужіль традиційно пов'язували з волоссям — «мичкою» називали також пасмо жіночого волосся, що вибивається з коси, а також волосся, зав'язане на потилиці, на зразок шиньйону.
На Бойківщині повитуха відрізала пуповину дівчинці на гребені-кужівці. Це могли робити і в разі народження хлопчика — щоб наступною дитиною була дівчинка. Схожий звичай побутував і на Гуцульщині.